# Подъёмная сила
Подъёмная си́ла — составляющая полной аэродинамической силы, перпендикулярная вектору скорости движения тела в потоке жидкости или газа. Другими словами, это сила, действующая на тело в потоке жидкости или газа в поперечном этому потоку направлении, возникающая в результате несимметричности обтекания тела этим потоком. Полная аэродинамическая сила — это интеграл от давления вокруг контура профиля крыла.
{\displaystyle \mathbf {Y} +\mathbf {P} =\oint \limits _{\partial \Omega }p\mathbf {n} \;dS}
где:
- Y — подъёмная сила,
- P — тяга,
- {\displaystyle \partial \Omega } — граница профиля,
- p — величина давления,
- n — нормаль к профилю

Согласно теореме Жуковского, величина подъёмной силы пропорциональна плотности среды, скорости потока и циркуляции скорости потока.
Приближённо возникновение подъёмной силы можно объяснить тем, что ввиду наличия инерции и вязкости у обтекающего крыло газа при ненулевом угле атаки, газу со стороны положительного угла атаки необходимо ускориться, преодолев инерцию, чтобы догнать «убегающую» поверхность крыла, а с другой стороны сжаться под воздействием набегающей поверхности. В результате имеем следующие составляющие подъёмной силы:
- изменение направления потока газа и его ускорение с одной стороны, замедление с другой и уравновешиваются подъёмной силой, согласно закону сохранения импульса.
- разность давлений, соответствующая разрежению с одной стороны крыла и сжатию с другой, обусловливает появление силы, направленной в сторону положительного угла атаки.

Более подробно о связи полей скоростей, давления с инерцией и вязкостью среды можно прочитать в описании уравнений Бернулли и уравнения Навье — Стокса.
Если скорость потока воздуха над крылом {\displaystyle v_{1}} больше скорости потока воздуха {\displaystyle v_{2}} под крылом, то, согласно уравнению Бернулли, это соответствует перепаду давлений {\displaystyle \Delta p=p_{2}-p_{1}}. Подъёмную силу можно рассчитать по формуле {\displaystyle F_{p}=(p_{2}-p_{1})S={\frac {\rho }{2}}(v_{1}^{2}-v_{2}^{2})S}, где {\displaystyle \rho } — плотность воздуха, {\displaystyle S} — площадь крыла. Обозначив скорость потока воздуха относительно крыла через {\displaystyle u}, а скорость циркуляционного потока через {\displaystyle v}, получим {\displaystyle v_{1}=u+v}, {\displaystyle v_{2}=u-v}, {\displaystyle F_{p}={\frac {\rho }{2}}(v_{1}^{2}-v_{2}^{2})S={\frac {\rho }{2}}(v_{1}+v_{2})(v_{1}-v_{2})S={\frac {\rho }{2}}2u2vS=2{\rho }Svu} — формула Жуковского, формула вычисления подъёмной силы крыла, разработанной в 1903 - 1904 гг. основателями авионики и аэродинамики Н.Е.Жуковским (1847-1921) и К.Э.Циолковским (1857-1935).

## Коэффициент подъёмной силы
Коэффициент подъёмной силы — безразмерная величина, характеризующая подъёмную силу крыла определённого профиля при известном угле атаки. Коэффициент определяется экспериментальным путём в аэродинамической трубе, либо по теореме Жуковского.
Кривая, показывающая зависимость величины коэффициента от угла атаки, получается обычно опытным путём, в аэродинамической трубе или при лётных испытаниях. 
Джон Смитон уже в XVIII веке рассчитал поправочный коэффициент подъёмной силы (далее Коэффициент Смитона, в формуле не указан) для формулы расчёта подъёмной силы. Формула имеет вид:
{\displaystyle Y=C_{y}{\frac {\rho V^{2}}{2}}S}
где:
{\displaystyle Y} — подъёмная сила (Н),
{\displaystyle C_{y}} — коэффициент подъёмной силы, зависящий от угла атаки (получается опытным путём для разных профилей крыла),
{\displaystyle \rho } — плотность воздуха на высоте полёта (кг/м³),
{\displaystyle V} — скорость набегающего потока (м/с),
{\displaystyle S} — характерная площадь (м²) (общая площадь крыла).
Формула для расчёта лобового сопротивления сходна с вышеприведённой, за исключением того, что используется коэффициент лобового сопротивления {\displaystyle C_{x}} (также приведённый для общей площади крыла) вместо коэффициента подъёмной силы {\displaystyle C_{y}}.
Поправочный коэффициент, значение которого по расчётам Смитона составляло 1,005, использовался более 100 лет, и только опыты братьев Райт, в ходе которых они обнаружили, что подъёмная сила, действующая на планёры, была слабее расчётной, позволили уточнить «коэффициент Смитона» до значения 1,0033.